# Columbus, Indiana
Columbus este o localitate, municipalitate și sediul comitatului Bartholomew, statul Indiana, Statele Unite ale Americii.